# Giovanni Becatti
Giovanni Beccati (1912 - 1973) est un archéologue, auteur de fouilles à Ostie, et un historien de l'art classique italien.

## Biographie
Né à Sienne, Giovanni Beccati fait ses études à l'Université de Rome. En 1938, après avoir remporté le concours d'inspecteur des antiquités et des beaux-arts, il travaille à la surintendance d'Ostie et participe à divers travaux de fouilles. Il enseigne l'archéologie et l'histoire de l'art classique à l'Université de Pise (1941-1944) et à l'Université La Sapienza à Rome (1945-1946).
De 1947 à 1950, il est directeur des fouilles sur le site antique d'Ostie, où il lance une nouvelle campagne de recherches avec les fouilles des Thermes du nageur, expérimentant avec ses élèves des méthodes stratigraphiques et statistiques que reprendront ses successeurs. Il publie de nombreux ouvrages sur les découvertes faites à Ostie.
Il enseigne comme professeur d'archéologie et d'histoire de l'art à l'Université de Milan de 1952 à 1956, à l'Université de Florence de 1957 à 1964, et l'Université de Rome où il succède à Bianchi Bandinelli, de 1964 jusqu'à la fin de sa vie. Il est visiting professor à l'Institute for Advanced Study de Princeton en 1963-1964, et à l'Université de Chicago en 1969.
Il prend part à la réalisation de l'Enciclopedia dell’Arte Antica (1958-1966), comme codirecteur en collaboration avec Bianchi Bandinelli, puis comme directeur.
Il décède à Rome le 10 avril 1973.

## Titres
- Docteur honoris causa de l'Université de Louvain en 1969
- Membre de l'Accademia Nazionale dei Lincei, de la Pontificia Accademia romana di Archeologia, de l'Accademia della Arti del Disegno, de l'Institut des études étrusques et des études romaines.

## Publications
Giovanni Becatti a publié plus de 110 ouvrages, dont de nombreuses contributions à des projets encyclopédiques, pour l'Encyclopédie Italienne des sciences, des lettres et des arts, le Dictionnaire encyclopédique et l'Encyclopédie de l'art antique classique et oriental.
- Kosmos, studi sul mondo classico, Rome, L'Erma di Bretschneider, 1987 (articoli scelti, con cenni bio-bibliografici e un ricordo di Andrea Carandini: Anteprima limitata sur Google book search)
- L'arte dell'età classica. Florence, éd. Sansoni, 1971
- L'arte romana. Milan, Garzanti, 1962
- La colonna coclide istoriata; problemi storici, iconografici, stilistici. Studi e materiali del Museo dell'Impero romano 6. Roma, Erma di Bretschneider, 1960
- (avec Filippo Magi), Tarquinii. Le pitture delle tombe degli Auguri e del Pulcinella, Istituto poligrafico dello Stato, Collana: Monumenti pitt. ant. scoperti en Italia, 1956  (ISBN 88-240-3184-6)
- Oreficerie antiche dalle minoiche alle barbariche. Rome, Istituto poligrafico dello Stato, 1955
- Meidias: un manierista antico. Florence, Sansoni, 1947
- Arte e gusto negli scrittori latini, 1946
- Il Maestro di Olimpia, 1943
- Corpus vasorum antiquorum. Italia. Musei comunali umbri. Roma, Libreria dello Stato, 1940
- La série des volumes sur les fouilles d'Ostia Antica:
  - I, Topografia, 1954 (en collaboration avec Guido Calza, Italo Gismondi, Guglielmo De Angelis D'Ossat, Herbert Bloch)
  - II, Mitrei , 1954
  - IV, Mosaici , 1962
  - VI, Edificio con opus sectile fuori Porta Marina , 1969
- (fr) Rome antique, éd. Grange Batellière, 1973

## Sources
- (en)/(it) Cet article est partiellement ou en totalité issu des articles intitulés en anglais « Giovanni Becatti » (voir la liste des auteurs) et en italien « Giovanni Becatti » (voir la liste des auteurs).